# Rudolf Schneider-Schelde

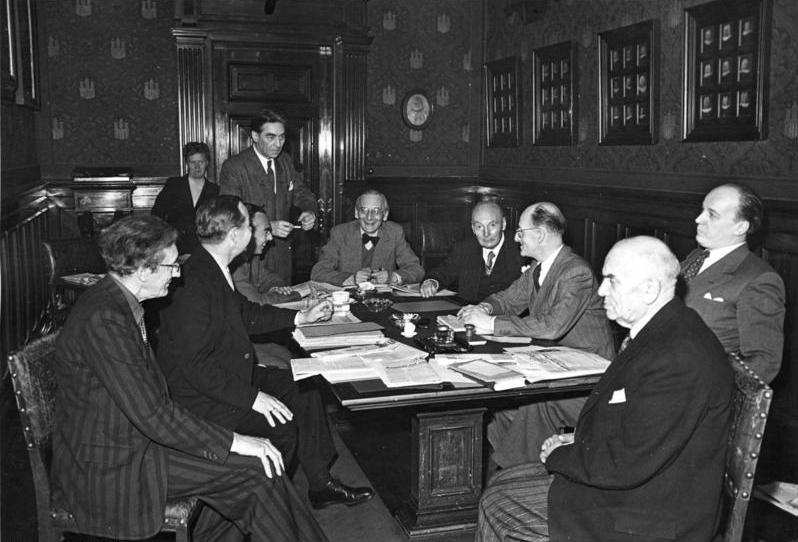
Rudolf Schneider-Schelde (Mitte stehend) 1949 beim PEN-Club

Rudolf Schneider-Schelde (* 8. März 1890 in Antwerpen; † 18. Mai 1956 in München) war ein deutscher Schriftsteller.

## Leben und Wirken

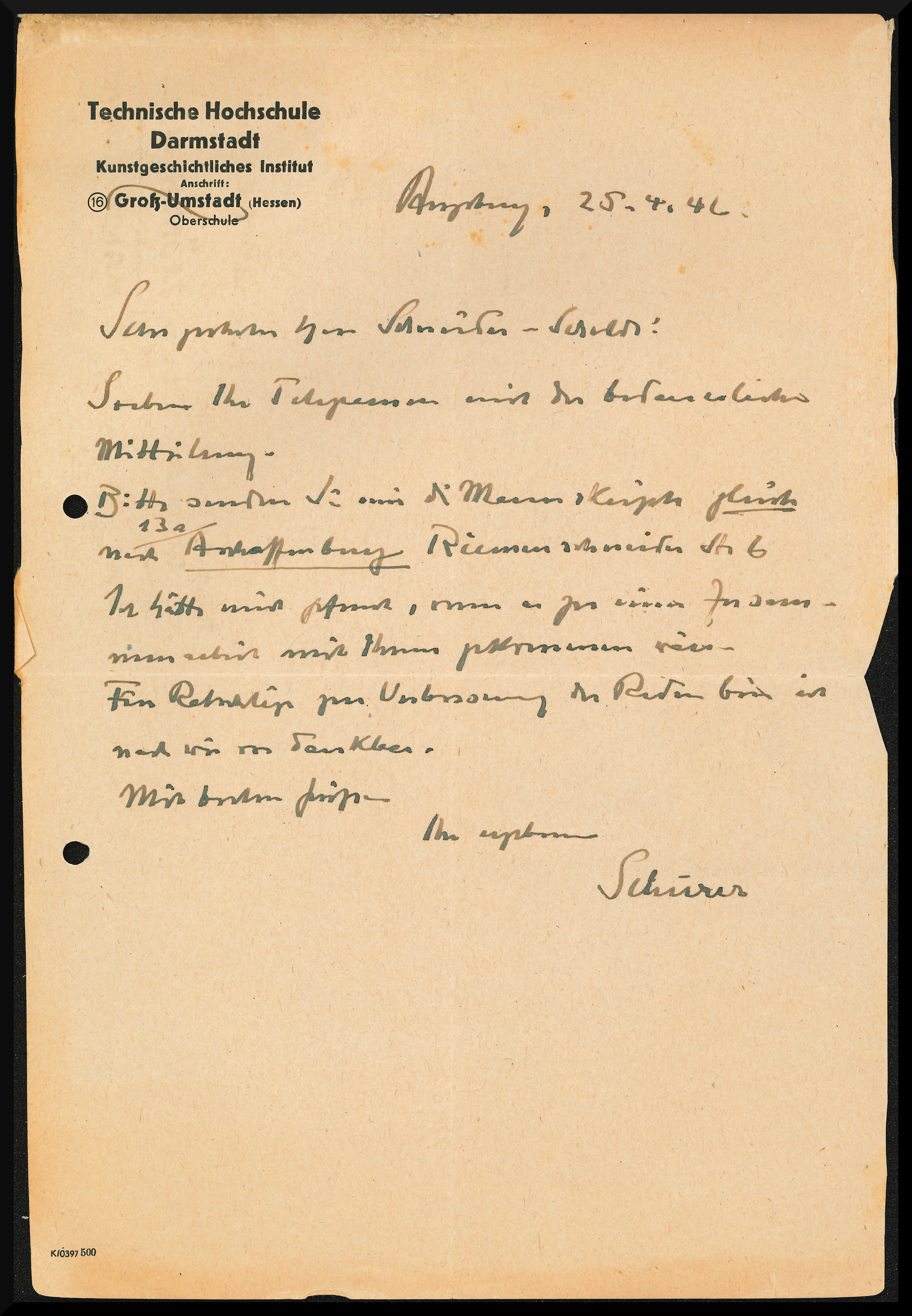

Schneider-Schelde wurde in Antwerpen als Sohn einer schwäbischen Familie geboren. Sein erster Novellenband Kaber und sein erstes Schauspiel Sekunde der Freiheit erschienen 1922. Danach veröffentlichte er mehrere Kurzgeschichten, Romane und Theaterstücke. 1931 wurde er Mitglied des PEN-Clubs. In der Zeit des Nationalsozialismus wurden seine Bücher teilweise auf die Liste der Schmutz- und Schundschriften gesetzt und verboten.
Nach dem Kriegsende 1945 war er Präsident des Schutzverbandes deutscher Schriftsteller, legte das Amt aber 1947 wegen Indolenz der Bürokratie nieder. Von Juli 1949 bis September 1951 war er Programmdirektor des Bayerischen Rundfunks.

## Werke (Auswahl)
- 1919: Verfolgung. Erzählung, in: Der neue Merkur, Monatshefte, 3 (1919/20), Seite 391–397.
- 1923: Kaber. Novelle, München, Musarion Verlag, 69 Seiten.
- 1929: Schwächlinge. Erzählung, in: Deutsche Rundschau, Berlin, Bd. 220 (1929), Seite 243–248.
- 1930: Kies bekennt Farbe. Roman, Stuttgart, J. Engelhorns Nachf., 285 Seiten.
- 1933: Oswald Spengler – das kalte Herz, in: Die Literatur, Monatsschrift für Literaturfreunde, 36 (1933–34), Seite 196–200.
- 1944: Offenes Fenster, Hamburg, Krüger, 153 Seiten.
- 1946: In jenen Jahren. Roman, München, Desch, 235 Seiten.
- 1952: Wanderer ohne Land. Ein Selpsporträt, in: Welt und Wort, literarische Monatsschrift, 7 (1952), Seite 347–348.

| Personendaten    | Personendaten                          |
| ---------------- | -------------------------------------- |
| NAME             | Schneider-Schelde, Rudolf              |
| ALTERNATIVNAMEN  | Schneider, Rudolf (vollständiger Name) |
| KURZBESCHREIBUNG | deutscher Schriftsteller               |
| GEBURTSDATUM     | 8. März 1890                           |
| GEBURTSORT       | Antwerpen                              |
| STERBEDATUM      | 18. Mai 1956                           |
| STERBEORT        | München                                |